# HMS Sirdar (P226)
Le HMS Sirdar (Pennant number : P226) est un sous-marin britannique de classe S du troisième lot, construit pour la Royal Navy pendant la Seconde Guerre mondiale. Il faisait partie des unités construites entre 1941 et 1944 par les Britanniques pour des opérations offensives. Il a été construit par Scotts Shipbuilding and Engineering Company, de Greenock en Écosse, et lancé le 26 mars 1943.

## Conception
Les sous-marins de la classe S ont été conçus pour patrouiller dans les eaux resserrées de la mer du Nord et de la mer Méditerranée. Les navires du troisième lot étaient légèrement agrandis et améliorés par rapport à ceux du deuxième lot. Ils avaient une coque plus solide, transportaient plus de carburant, et leur armement était modernisé.

Schéma d'un sous-marin de classe S.

Ces sous-marins avaient une longueur hors tout de 66,1 mètres, une largeur de 7,2 m et un tirant d'eau de 4,5 m. Leur déplacement était de 879 tonnes en surface et 1 006 tonnes en immersion . Les sous-marins de la classe S avaient un équipage de 48 officiers et matelots. Ils pouvaient plonger jusqu'à la profondeur de 90 m.
Pour la navigation en surface, ces navires étaient propulsés par deux moteurs Diesel de 950 ch (708 kW), chacun entraînant un arbre et une hélice distincte. En immersion, les hélices étaient entraînées par un moteur électrique de 650 ch (485 kW). Ils pouvaient atteindre 15 nœuds (28 km/h) en surface et 10 nœuds (19 km/h) en plongée . En surface, les sous-marins du troisième lot avaient une autonomie en surface de 6 000 milles marins (11 000 km) à 10 nœuds (19 km/h), et en plongée de 120 milles (220 km) à 3 nœuds (5,6 km/h).
Ces navires étaient armés de sept tubes lance-torpilles de 21 pouces (533 mm) dont six à la proue et un tube externe à la poupe. Ils transportaient six torpilles de recharge pour les tubes d’étrave, pour un total de treize torpilles. Douze mines pouvaient être transportées à la place des torpilles intérieurement arrimées. Les navires étaient aussi armés d'un canon de pont de 3 pouces (76 mm).
Les navires du troisième lot de la classe S étaient équipés d’un système ASDIC de type 129AR ou 138 et d’un radar d’alerte avancée de type 291 ou 291 W .

## Engagements
Le HMS Sirdar a été construit par Scotts Shipbuilding and Engineering Company, de Greenock en Écosse, et lancé le 26 mars 1943. Il est baptisé Sirdar, un terme provenant du perse employé au Moyen-Orient et en Asie du Sud pour désigner un chef militaire (ainsi, Horatio Herbert Kitchener a été nommé Sirdar, c'est-à-dire commandant en chef de l'armée d'Égypte) ou le chef d’un groupe de sherpas, par exemple.
En 1943, lors d’un exercice sous le commandement de Tony Spender, le HMS Sirdar devient incontrôlable et plonge involontairement à une profondeur de plus de 380 pieds (115,82 m). Il se pose sur le fond de vase, et y reste coincé pendant un certain temps, jusqu’à ce que finalement les tentatives de remonter à la surface soient couronnées de succès.
Le HMS Sirdar a passé la majeure partie de la guerre dans l’océan Pacifique et en Extrême-Orient, où il a coulé deux caboteurs japonais, deux voiliers, deux navires non identifiés et le garde-côtes japonais Kaiyo Maru no 5. Il a aussi endommagé un autre caboteur à coups de canon.
Le HMS Sirdar a survécu à la Seconde Guerre mondiale et a continué à servir dans la Royal Navy. Avec ses sister-ships le HMS Scorcher et le HMS Scythian, le Sirdar a  participé à la recherche du sous-marin de classe Amphion le HMS Affray, disparu en 1951. Ils arboraient tous de grands drapeaux blancs pour les distinguer du HMS Affray disparu. Plus tard, le Sirdar s’est posé (volontairement cette fois) sur le fond de la mer durant six heures, pendant que les navires dotés de l’ASDIC se familiarisaient avec l’identification d’un sous-marin posé sur le fond.
Dans la nuit du 31 janvier au 1er février 1953, le Sirdar était en cale sèche à l’arsenal naval de Sheerness, dans le Kent, lorsque la ville a été frappée par l’inondation de la mer du Nord en 1953. Les eaux de crue ont causé la défaillance des écluses, inondant la cale sèche qui contenait le Sirdar et le faisant chavirer. Il a été renfloué et remis en service,.
Le Sirdar fut finalement vendu. Il arriva aux chantiers navals de McLellen le 31 mai 1965 pour démolition.